# Teeboy Kamara
Teeboy Kamara (* 18. Mai 1996 in Liberia) ist ein liberianisch-australischer Fußballspieler. Kamara debütierte im Alter von 15 Jahren und 212 Tagen in der australischen Profiliga A-League und wurde damit jüngster Debütant der Ligageschichte.

## Biografie
Kamara kam während der Bürgerkriegswirren in Liberia zur Welt, sein biologischer Vater wurde noch vor seiner Geburt von Milizen verschleppt und wird seither vermisst. Ebenso geriet einer seiner älteren Brüder beim Fußballspielen in eine Schießerei rivalisierender Gruppen und kam dabei ums Leben. Seine Mutter floh in der Folge mit ihm und seinen zwei älteren Geschwistern – allerdings ohne den Stiefvater, den Torhüter der liberianischen Fußballnationalmannschaft – nach Sierra Leone und kam schließlich in ein Flüchtlingslager nach Guinea. 2003 erhielten er und seine Familie in Australien Asyl. Dort wuchs Kamara in Salisbury auf und wurde fußballerisch zunächst bei den Croydon Kings und später kurzzeitig bei Salisbury United ausgebildet. 2010 wurde Kamara am South Australian Sports Institute unter Tony Vidmar aufgenommen. Ende 2010 machte Kamara bei einem nationalen Turnier auf sich aufmerksam und rückte in der Folge in den Fokus von Jugendnationaltrainer Jan Versleijen und erhielt zudem Anfang 2011 einen Platz am Australian Institute of Sport (AIS) in Canberra.
Im Juni 2011 nahm Kamara mit der australischen U-17-Nationalauswahl als deren jüngster Spieler an der U-17-Weltmeisterschaft in Mexiko teil. Zuvor hatte er eine Einladung des liberianischen Fußballverbandes ausgeschlagen und erklärt, dass er gerne eines Tages mit Australien gegen Liberia spielen würde. Dabei war seine Teilnahme fraglich, weil jeder Spieler den Regularien nach nur an einer U-17-WM teilnehmen darf und Kamara damit 2013 nicht mehr teilnahmeberechtigt ist. Versleijen entschied sich letztlich für eine Nominierung, auch vor dem Hintergrund, dass er Kamara zutraut, in zwei Jahren bereits zum australischen U-20-Aufgebot zu gehören. Im Turnierverlauf kam der Offensivakteur zu drei Einsätzen als Einwechselspieler und war entscheidend am 2:1-Siegtor gegen die Elfenbeinküste beteiligt. Bei der 0:4-Niederlage im Achtelfinale gegen Usbekistan wurde er in der Nachspielzeit mit der gelb-roten Karte des Feldes verwiesen. 
Kurze Zeit nach der WM starb seine Mutter und Kamara brach seinen Aufenthalt am AIS ab. Seine Fußballer-Karriere setzte er zur Saison 2011/12 im Nachwuchsteam von Adelaide United unter Michael Valkanis in der National Youth League fort. Der Trainer des Profiteams, Rini Coolen, berief Kamara überraschend für die A-League-Partie am 16. Dezember 2011 gegen Gold Coast United in das Spieltagsaufgebot. Zur Begründung für die Nominierung sagte Coolen: 

„Regardless of his age, I think he is physically capable, he shows that at training with the senior boys, mature-wise he’s got a good football brain, he keeps it simple, he’s very quick and he understands what has to be done.“

Mit seinem 25-minütigen Einsatz bei der 0:3-Niederlage gegen Gold Coast kam Kamara im Alter von 15 Jahren und 212 Tagen zu seinem Debüt und löste damit James Virgili als jüngsten Debütanten der A-League ab. Wenige Tage nach seinem Debütspiel erhielt er von Coolens Nachfolger John Kosmina einen Profivertrag über drei Jahre, der an seinem 16. Geburtstag Gültigkeit erlangt. Im April und Mai 2012 folgten drei weitere Kurzeinsätze als Einwechselspieler in der Gruppenphase und im Achtelfinale der AFC Champions League. Anfang September 2012 wurde bekannt, dass Kamara wegen einer nicht näher genannten Erkrankung, die ihm die Ausübungen von Kontaktsportarten unmöglich macht, für unbestimmte Zeit ausfallen wird. Einen Monat später ließ sein Klub prüfen, ob er aufgrund der Erkrankung auf die Langzeit-Verletztenliste gesetzt werden kann. Nach einer elfmonatigen Pause stieg er Mitte 2013 wieder ins Training ein.
Ohne weiteren Einsatz löste er 2014 nach eigenen Angaben seinen Vertrag mit Adelaide auf und ging nach Perth. Dort schloss er sich Inglewood United an, für die er in der NPL Western Australia spielte, der höchsten Spielklasse des Bundesstaates. Kamara etablierte sich umgehend im westaustralischen Fußball. 2014 gehörte er bei einem 2:1-Sieg der Staatsauswahl gegen Perth Glory, dem ersten Erfolg seit 2008, zum Aufgebot; auch 2015 gehörte er in zwei Partien der Staatsauswahl an. Im Oktober 2014 erhielt er zudem den Dylan Tombides Young Player of the Year Award, als bester U-20-Spieler im westaustralischen Fußball. Die Saison 2015 spielte Kamara für Inglewoods Ligakonkurrent Stirling Lions.
In einem Interview vom November 2015 gab Kamara an, dass eine Lebererkrankung ihn bei Adelaide außer Gefecht gesetzt hatte und nannte die Rückkehr in die A-League als großes Ziel.